# گارد ساحلی نروژ
گارد ساحلی نروژ (نروژی: Kystvakten) یگان گارد ساحلی زیرمجموعه نیروی دریایی سلطنتی نروژ است، که در سال ۱۹۹۷ تأسیس شد.